# 1632 en littérature
| Années de la littérature : 1629 - 1630 - 1631 - 1632 - 1633 - 1634 - 1635    |
| Décennies de la littérature : 1600 - 1610 - 1620 - 1630 - 1640 - 1650 - 1660 |

Cet article présente les faits marquants de l'année 1632 en littérature.

## Événements
- 24 mai : Tirso de Molina est nommé à Madrid chroniqueur général de l'Ordre de la Merci[1].

- Le pédagogue morave Comenius achève la rédaction de la Česká didaktika (Didactique tchèque), commencée en 1627. Elle est traduite en latin sous le titre Didactica magna ( « la Grande Didactique » ) en 1638, puis publié à Amsterdam en 1657 dans l'édition intégrale de ses œuvres en latin, Opera didactica omnia[2].

## Parutions
- 21 février : publication à Florence par Galilée du Dialogo sopra i due massimi sistemi del mondo (« Dialogue sur les deux grands systèmes du monde »), sur une commande du pape Urbain VIII[3].

- Une traduction illustrée des Lettres d'Hippocrate traduites et commentées par Marcelin Bompart est éditée sous le titre La conférence et entrevue d'Hippocrate et de Democrite : Tirée du grec et commentée par Marcellin Bompart, Paris, chez la veuve Philippe Gaultier, 1632 (présentation en ligne)

- Diego Collado, Ars grammaticae Iaponicae linguae, Rome, Tipografia della Congregazione di Propaganda Fide, 1632 (présentation en ligne).
- Lope de Vega, La Dorotea : accion en prosa, Madrid, Imprenta del Reyno, 1632 (présentation en ligne), narration en prose entièrement dialoguée.

## Naissances
- 23 novembre : Dom Jean Mabillon, moine bénédictin, érudit, écrivain de langue latine et historien français († 1707)

## Décès
- 23 février : Giambattista Basile, poète, courtisan et écrivain italien  (né entre 1566 et 1575).